# 布未达
布未达 (阿拉伯语：‎بويضة‎)是位于Suran街道哈馬區的一个叙利亚村庄。根据 叙利亚中央统计局 在2004年的人口普查的数据，布未达人口为486。